# Conjetura jacobiana
En matemática, la conjetura jacobiana es un problema famoso  en polinomios en varias variables. Fue planteada por primera vez en 1939 por Ott-Heinrich Keller. Fue ampliamente publicitada  por Shreeram Abhyankar, como un ejemplo de una cuestión en el área de geometría algebraica que requiere un poco más allá de conocimiento de cálculo para formularla.
La conjetura jacobiana es notoria por el gran número de intentos de demostraciones que contienen errores sútiles. Hasta el 2018, no hay afirmaciones verosímiles de haberla probado. Incluso en el caso dos dimensional  ha resistido todos los  esfuerzos. No se conocen razones convincentes para creer que sea verdad, y de acuerdo a van den Essen, Arno (1997),  hay algunas sospechas que la conjetura es de hecho falsa para varias variables .  La conjetura Jacobiana es el problema 16 en lista de Problemas Matemáticos para el Próximo Siglo establecida por Stephen Smale en 1998.

## El determinante Jacobiano
Sea {\displaystyle n>1}un entero fijo y considere los polinomios {\displaystyle f_{1},\ldots ,f_{n}}en las variables {\displaystyle x_{1},\ldots ,x_{n}}con coeficientes en un cuerpo {\displaystyle K}. Entonces definimos la función {\displaystyle F:K^{n}\to K^{n}}como
{\displaystyle F(x_{1},\ldots ,x_{n})=(f_{1}(x_{1},\ldots ,x_{n}),\ldots ,f_{n}(x_{1},\ldots ,x_{n}))}.
El determinante Jacobiano de {\displaystyle F}denotado por {\displaystyle JF}es definido como el determinante de la matriz Jacobiana consistente de las derivadas parciales de {\displaystyle f_{i}}con respecto a las variables {\displaystyle x_{j}}:

{\displaystyle {\displaystyle JF=\left|{\begin{matrix}{\frac {\partial f_{1}}{\partial x_{1}}}&\cdots &{\frac {\partial f_{1}}{\partial x_{n}}}\\\vdots &\ddots &\vdots \\{\frac {\partial f_{n}}{\partial x_{1}}}&\cdots &{\frac {\partial f_{n}}{\partial x_{n}}}\end{matrix}}\right|}},
entonces {\displaystyle JF}es en sí mismo una función polinomial con respecto a las variables {\displaystyle x_{1},\ldots ,x_{n}.}

## Formulación de la Conjetura
De la regla de la cadena multivariable se desprende que si {\displaystyle F} tiene una función inversa polinómica {\displaystyle G:K^{n}\to K^{n},}entonces {\displaystyle JF}tiene un polinomio recíproco, así que es una constante distinta de cero. La conjetura Jacobiana establece un resultado converso de lo expresado anteriormente:
Conjetura Jacobiana: si {\displaystyle JF}es una constante distinta de cero y {\displaystyle K}tiene característica cero, entonces {\displaystyle F}tiene una función inversa {\displaystyle G:K^{n}\to K^{n}}la cual también tiene componentes polinomiales.